# Faux-cuivré numide
Cigaritis siphax
Espèce
Le Faux-cuivré numide (Cigaritis siphax) est un insecte lépidoptère de la famille des Lycaenidae de la sous-famille des Aphnaeinae, du genre Cigaritis.

## Dénomination
Cigaritis siphax nommé par Hippolyte Lucas (1814-1899) en 1849.
Synonymes : Zerythis siphax Lucas, 1849.
Sa ressemblance avec Cigaritis zohra pourrait faire penser qu'il serait une sous-espèce Cigaritis zohra siphax ou Cigaritis zohra orientalis Riley, 1925.

### Noms vernaculaires
Le Faux-cuivré numide se nomme Common Silver-line en anglais.

## Description
Le Faux-cuivré numide est un très petit papillon à queues courtes, deux à chaque aile postérieures, présentant un dessus orange vif à discrète bordure marron et orné de quelques points foncés.
Le verso présente des dessins marron sur un fond orange aux antérieures et marron aux postérieures.

## Biologie

### Période de vol et hivernation
Il volerait en  trois générations entre mars et octobre.

### Plantes hôtes
Ce sont des Cistus.

## Écologie et distribution
Il est présent en Algérie et en Tunisie.

### Biotope
Il réside sur collines sèches à Cistus.

### Protection
Pas de statut de protection particulier.